# Свободный мир
Свобо́дный мир (англ. Free World) — термин времён холодной войны, которым называли Первый мир — блок стран-противников социалистического лагеря, возглавляемый США. В блок стран «свободного мира» входили страны ЕЭС, в том числе Великобритания, Италия, Франция, Канада, ФРГ, Австралия, а также все прочие члены ЕЭС и НАТО. Дополнительно к «свободному миру» относят также страны Британского содружества, Японию, Израиль и Индию.

## Происхождение термина
Во время Второй мировой войны Союзники видели себя как противовес фашистским и нацистским государствам блока оси, называя себя «свободными» — тем самым «свободным миром» назывались все страны антигитлеровской коалиции, в том числе и СССР. По ходу войны «свободными» стали называть только западные страны-союзники, а к концу войны вообще все капиталистические страны с антикоммунистическими настроениями (даже те, которые не участвовали непосредственно в войне), атрибутами которых (как считали лидеры этих стран) были свобода слова, свобода прессы, свобода собраний и свобода массовых мероприятий. В годы холодной войны «свободным миром» стали называть Соединённые Штаты и всех их союзников. В обоих случаях — во время Второй мировой и после неё — термин носил пропагандистский характер.

## Современное использование
«Свободный мир» используется и в настоящее время, уже после завершения холодной войны. Сэмюэл Хантингтон в книге «Столкновение цивилизаций» писал, что вместо словосочетания «свободный мир» чаще употребляют «мировое сообщество», чтобы замаскировать интересы США под интересы всех стран мира:

Само выражение «мировое сообщество» превратилось в эвфемизм, заменивший выражение «свободный мир». Оно призвано придать общемировую легитимность действиям, отражающим интересы США и других западных стран.

Ежегодно некоторые организации, исследующие страны на предмет соблюдения прав человека и основных политических свобод (например, Freedom House), составляют отчёт по количеству стран с тремя уровнями свободы: «свободные», «частично свободные» и «несвободные». В 2013 году их было соответственно 90, 58 и 47, в 2014 году — 89, 55 и 51. Россия с 2004 года относится к «несвободным странам».

## Критика
Страны третьего мира, особенно члены Движения неприсоединения, и нейтральные страны в годы холодной войны критиковали термин «свободный мир» не меньше, чем страны соцлагеря. С точки зрения третьего мира, лидерство США не соответствовало понятиям демократии, не являлось легитимным и олицетворяло ещё один тоталитарный строй. В наше время выражение «свободный мир» употребляется в негативном смысле в адрес Соединённых Штатов Америки, стран Западной Европы и/или всего блока НАТО с ироническим или саркастическим подтекстом. Его используют сторонники коммунистических и националистических движений, а также обычные антиамериканисты. Одним из поводов является факт попытки сотрудничества США с такими «несвободными» странами, как Китай, Египет и Саудовская Аравия (последняя является союзницей США, хотя традиционно относится к «несвободным странам»).
Одним из первых, кто употреблял подобный термин, стал режиссёр Фрэнк Капра, который употреблял его в цикле документальных фильмов «Почему мы сражаемся». В фильме «Прелюдия войны» он показывает «свободный мир» в виде белой планеты (страны Западной Европы и США, то есть Западное полушарие), а «рабский мир» — в виде чёрной планеты (Восточное полушарие, где господствуют Третий рейх и Японская империя).

## Лидер свободного мира
Производным от «свободного мира» является ещё одно выражение — «лидер свободного мира», под которым подразумевают США или президента США. Соединенные Штаты назывались основной демократической сверхдержавой и являлись тем самым, по версии пропагандистов, страной-лидером «свободного мира», и логично, президент США был главным лидером «свободного мира». Термин появился в конце 1940-х годов и стал использоваться с 1950-х годов. Вплоть до конца Холодной войны термин использовался во внешней политике США, однако после распада СССР это выражение стало употребляться также в негативном смысле в рамках антиамериканской пропаганды.

## В популярной культуре
- В 1989 году канадский певец Нил Янг выпустил песню «Rockin' in the Free World», в которой критиковал положение дел в США и во всём «свободном мире» — песня подняла проблемы нищеты, борьбы с терроризмом и загрязнения окружающей среды, став одним из известнейших общественно-политических гимнов конца 1980-х годов[7].
- Британская группа альтернативного рока Elbow в 2005 году выпустила альбом «Leaders of the Free World» и одноимённый сингл. В песне с сингла группой критиковались лидеры стран «свободного мира», в том числе и президент США Джордж Буш — младший.